# 1er frimaire
1er brumaire 1er nivôse
Le primidi 1er frimaire, officiellement dénommé jour de la raiponce, est le 61e jour de l'année du calendrier républicain.
C'était généralement le 21e jour du mois de novembre dans le calendrier grégorien.